# Luc Millecamps
Luc Millecamps (né le 10 septembre 1951 à Waregem) était un joueur de football belge évoluant au poste de défenseur.
Il a joué toute sa carrière au KSV Waregem. International à 35 reprises, il a été vice-champion d'Europe en 1980 et participé à la Coupe du monde en 1982.
Son frère Marc Millecamps a également été footballeur à Waregem et international.

## Palmarès
- vice-champion d'Europe en 1980
- Participation à la Coupe du monde de 1982 en Espagne